# Costanzo (nome)
Costanzo  è un nome proprio di persona italiano maschile.

## Varianti
- Maschili: Costante[1][2], Constanzo[4]
  - Alterati: Costantino[1]
- Femminili: Costanza[1][2]

### Varianti in altre lingue
- Basco: Kostanza[5], Konstantzio
- Bielorusso: Канстанцый I (Kanstancyj)
- Bulgaro: Констанций (Konstancij)
- Catalano: Constanti[5], Constanci
- Esperanto: Konstancio
- Francese: Constance
- Galiziano: Constancio
- Latino: Constantius[2][4][5]
- Lettone: Konstancijs
- Lituano: Konstancijus
- Polacco: Konstanty
- Portoghese: Constâncio
- Russo: Констанций (Konstancij)
- Serbo: Констанције (Konstancije)
- Sloveno: Konstancij
- Spagnolo: Constancio[5]
- Ucraino: Констанцій (Konstancij)

## Origine e diffusione
Dal nome latino Constantius, tratto a sua volta dall'originale Constans (l'odierno Costante). Si basa sul participio presente del verbo constare ("restare fermo", "non mutare") e letteralmente ha il significato di "fermo", "costante", "tenace", "perseverante"
La sua diffusione in epoca medievale è legata alla cultura cristiana e alla valenza religiosa del concetto di "costanza" nella fede.

## Onomastico
Il nome è stato portato da un certo numero di santi; l'onomastico si può festeggiare quindi in diverse date, fra le quali:
- 29 gennaio, san Costanzo, vescovo di Perugia e martire[7]
- 12 febbraio, san Costanzo di Niardo, eremita
- 24 febbraio, beato Costanzo da Fabriano, religioso domenicano[7]
- 14 maggio, san Costanzo, vescovo di Capri[7]
- 14 maggio, san Costanzo, vescovo di Vercelli[7]
- 26 agosto, san Costanzo, martire con i santi Simplicio e Vittoriano a Celano[7]
- 1º settembre, san Costanzo, vescovo di Aquino[7]
- 18 settembre, san Costanzo, soldato della legione tebea, martire con altri compagni a Cuneo[7]
- 23 settembre, san Costanzo di Ancona, religioso[7]

## Persone

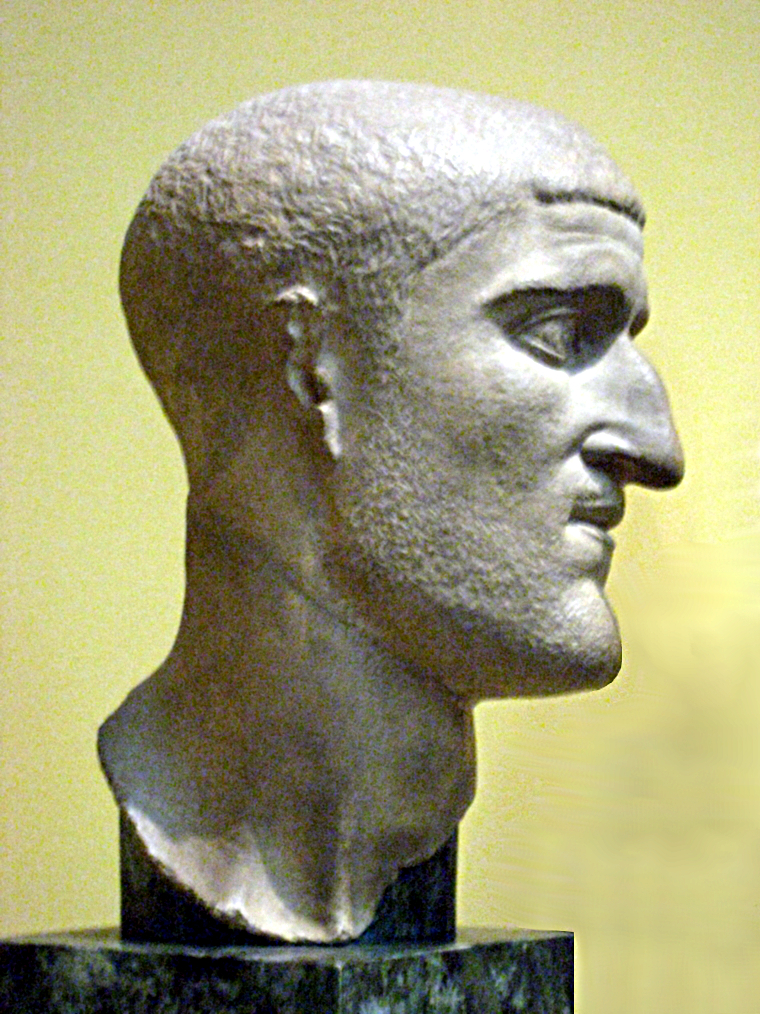
Costanzo Cloro

- Costanzo I, imperatore romano, meglio noto come Costanzo Cloro
- Costanzo II, imperatore romano
- Costanzo III, imperatore romano
- Costanzo Felice, politico romano
- Costanzo Gallo, cesare d'Oriente
- Costanzo, arcivescovo di Milano
- Costanzo Antegnati, compositore e organaro italiano
- Costanzo Cantoni, imprenditore italiano
- Costanzo Casana, militare italiano
- Costanzo Celestini, calciatore, allenatore di calcio e dirigente sportivo italiano
- Costanzo Ciano, politico italiano
- Costanzo Felici, botanico e naturalista italiano
- Costanzo Festa, compositore italiano
- Costanzo Micci, vescovo cattolico italiano
- Costanzo Porta, compositore italiano
- Costanzo Preve, filosofo e saggista italiano
- Costanzo Rinaudo, storico e politico italiano
- Costanzo Torri, cardinale italiano
- Costanzo Varolio, anatomista italiano

## Il nome nelle arti
- Costanza/Costanzo è il titolo di una delle novelle di Le piacevoli notti, scritta da Giovanni Francesco Straparola.
- Costanzo Rameski è un personaggio dell'opera di Saverio Mercadante Costanzo ed Almeriska.